# Butryny (gromada)
Butryny – dawna gromada, czyli najmniejsza jednostka podziału terytorialnego Polskiej Rzeczypospolitej Ludowej w latach 1954–1972.
Gromady, z gromadzkimi radami narodowymi (GRN) jako organami władzy najniższego stopnia na wsi, funkcjonowały od reformy reorganizującej administrację wiejską przeprowadzonej jesienią 1954 do momentu ich zniesienia z dniem 1 stycznia 1973, tym samym wypierając organizację gminną w latach 1954–1972.
Gromadę Butryny z siedzibą GRN w Butrynach utworzono – jako jedną z 8759 gromad na obszarze Polski – w powiecie olsztyńskim w woj. olsztyńskim na mocy uchwały nr 21 WRN w Olsztynie z dnia 4 października 1954. W skład jednostki weszły obszary dotychczasowych gromad Butryny, Chaberkowo, Stara Kaletka, Nowa Kaletka i Pokrzywy ze zniesionej gminy Butryny w powiecie olsztyńskim oraz obszary dotychczasowych gromad Bałdy i Zgniłocha ze zniesionej gminy Jedwabno w powiecie nidzickim w tymże województwie. Dla gromady ustalono 11 członków gromadzkiej rady narodowej.
1 stycznia 1960 do gromady Butryny włączono obszar zniesionej gromady Nowa Wieś w tymże powiecie.
31 grudnia 1967 z gromady Butryny wyłączono część obszaru wsi Trękus (3 ha), włączając ją do gromady Klebark Wielki w tymże powiecie; do gromady Butryny włączono natomiast część obszaru PGL nadleśnictwo Nowy Rumak (3 ha) z gromady Klebark Wielki w tymże powiecie.
1 stycznia 1969 z gromady Butryny wyłączono część obszaru jeziora należącego do lasów państwowych Nadleśnictwa Dłużek (0,60 ha), włączając ją do gromady Jedwabno w powiecie szczycieńskim w tymże województwie.
Gromada przetrwała do końca 1972 roku, czyli do kolejnej reformy gminnej.